# 柯馬丁
柯馬丁（英語：Martin Kern; 1962-），著名漢學家，普林斯頓大學亞洲學講座教授，美國東方學會主席(2023-2024)，中国人民大学傑出人文講座教授兼古代文本文化國際研究中心主任，頂級漢學期刊《通報》（T'oung Pao）主編，普林斯頓大學古典學系兼任教授、比較古典學倡議項目主任。 師承著名漢學家康达维（David R. Knechtges）和北京大学中文系教授袁行霈，是中西比較古典學的提倡者，精通多國語言。
其學術領域涵蓋先秦兩漢文學、文獻學、語文學、歷史、藝術、宗教和古典學，著作所論涉及金文、出土竹书、詩經、尚書、礼记、春秋左氏傳、楚辭、先秦諸子、秦始皇石刻、史记、汉书、漢賦、杜甫詩、世界文學等。最新著作《表演与阐释：早期中国诗学研究》即将由三联出版。
1. ↑  . mkern.scholar.princeton.edu.   [2023-03-09]. （原始内容存档于2023-03-22）.